# O’Neill-Stipendium
Das  O’Neill-Stipendium ist ein schwedischer Theaterpreis, der von dem US-amerikanischen Dramatiker Eugene O’Neill gestiftet wurde. 
Kurz vor seinem Tode vermachte er die Aufführungsrechte an dem noch unveröffentlichten Stück Eines langen Tages Reise in die Nacht (Long Day’s Journey Into Night) dem Königlichen Dramatischen Theater in Stockholm. Seine Witwe gab noch weitere Stücke mit der Auflage hinzu, aus den Einnahmen ein Stipendium für hochverdiente Theaterschauspieler zu finanzieren. Die Vergabe erfolgt durch das Staatstheater. Grund war Dankbarkeit für die frühe und andauernde Wertschätzung seines Werkes durch die Schweden.
1956 erfolgte die Uraufführung von Long Day’s Journey Into Night und mit der erstmaligen Vergabe des Preises wurden die Hauptdarsteller Lars Hanson und Inga Tidblad bedacht.